# «Dixeya» nasuta
«Dixeya» nasuta és una espècie extinta de sinàpsid gorgonop de la família dels gorgonòpids que visqué a l'Àfrica oriental durant el Permià superior, fa entre 254,1 i 259,5 milions d'anys. Se n'han trobat restes fòssils a Tanzània. Ha tingut una història taxonòmica força complicada. En un primer moment, fou inclosa en el gènere Dixeya, que avui en dia es considera un sinònim més modern d'Aelurognathus. Tanmateix, «Dixeya» nasuta no fou transferida a Aelurognathus, ans fou classificada provisionalment en el si d'Arctognathus. Avui en dia, se sap que tampoc no pertany a aquest altre gènere. Tot comptat, «Dixeya» nasuta resta sense un nom genèric formal. El gènere Njalila, erigit de manera informal en una tesi doctoral, es considera un nomen nudum pel fet de no haver estat publicat formalment.